# Эгматинг
Эгматинг (нем. Egmating) — община в Германии, в земле Бавария. 
Подчиняется административному округу Верхняя Бавария. Входит в состав района Эберсберг. Подчиняется управлению Глон. Население составляет 2142 человека (на 31 декабря 2010 года). Занимает площадь 19,16 км².